# بيولوجيا الاضطراب ثنائي القطب

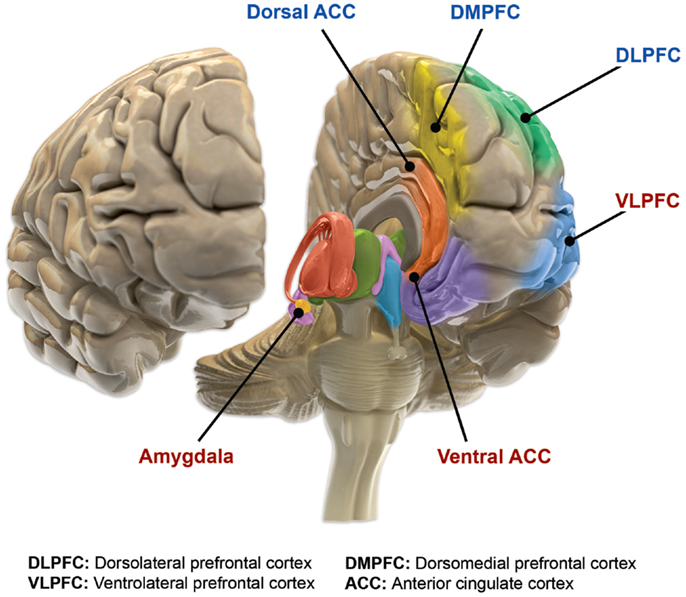

الاضطراب ثنائي القطب هو اضطراب عاطفي يظهر بفترات من الحالة المزاجية العالية، والاكتئاب، والسبب والآلية وراء الاضطراب ثنائي القطب مجهولان، وما زالت الدراسات حول أسبابها البيولوجية قائمة. بالرغم من عدم وجود جين مفرد يسبب هذا الاضطراب، ارتبط عدد من الجينات بزيادة خطر الإصابة به، وقد تلعب التفاعلات بين الجينات والبيئة دورًا في تأهّب الفرد لتطوير اضطراب ثنائي القطب. لوحظ عبر إجراء التصوير العصبي، والدراسات بعد الوفاة وجود شذوذات في مناطق مختلفة من الدماغ، وكانت أشيع المناطق المُصابة هي المنطقة البطنية من القشرة الدماغية أمام الجبهية، واللوزة الدماغية. يقترح عدد من الأدلة وجود خلل في النقل العصبي، والإشارات داخل الخلوية، والوظائف الخلوية عند مرضى الاضطراب ثنائي القطب.
تتأثر الدراسات المُجراة على الاضطراب ثنائي القطب (بشكل خاص دراسات التصوير العصبي) بالتأثيرات المُربكة؛ كتأثير الأدوية، والمراضة المشتركة، وصغر حجم العينة، والتي ستؤدي في النهاية إلى نتائج ضعيفة، وعدم تجانس كبير.

## الأسباب

### جينيًا
سبب الاضطراب ثنائي القطب غير معروف، ولكن تُقدّر القابلية الوراثية بنسبة تصل من 79 حتى 93%، ويطور أقارب الدرجة الأولى خطرًا أعلى للإصابة ب7 إلى 10 مرات. وبالرغم من أن العامل الورثي له دور كبير في المرض، لم يرتبط جين معين بشكل قاطع بحدوثه، وعُرفت العديد من الجينات المرتبطة بحدوث المرض بما في ذلك جينات CACNA1C  و ODZ4 و TRANK1.
ارتبط عمر الأب المتقدم عند حدوث الحمل بزيادة خطر الإصابة بالاضطراب ثنائي القطب، مما يتفق مع فرضية دور الطفرات الجينية بحدوث المرض.

### بيئيًا
قد تنجم نوبات الهوس عن الحرمان من النوم لدى نحو 30% من مرضى الاضطراب ثنائي القطب. تشمل عوامل خطر الاضطراب ثنائي القطب وجود مضاعفات توليدية عند ولادة المريض، وتعاطي المخدرات، وضغوط الحياة الكبيرة.

### الاضطرابات العصبية
يحدث الهوس بشكل ثانوي لحالات عصبية بمعدل 2 إلى 30%، ويظهر بشكل شائع في الآفات التي تصيب الفص الدماغي الأيمن، والآفات التي تؤثر سلبًا على القشرة أمام الجبهية، والآفات التي تسبب زيادة استثارية الفص الدماغي الأيسر.
من الأمراض التي قد يحدث خلالها الهوس الثانوي هي داء كوشينغ، والخرف، والهذيان، والتهاب السحايا، وفرط نشاط أو قصور الغدد جارات الدرق، والانسمام الدرقي، والتصلب المتعدد، وداء هنتينغتون، وإصابات الدماغ الرضحية، والصرع، والسفلس العصبي، والخرف الناتج عن الإصابة بفيروس عوز المناعة المكتسب، واليوريمية، وعوز فيتامين ب12.

## الفيزيولوجيا المرضية

### نماذج عصبية بيولوجية وعصبية تشريحية
بحسب موجودات التصوير العصبي والإمراضيات العصبية عند مرضى الاضطراب ثنائي القطب، اقتُرح بأن الخلل الوظيفي يحدث عند المرضى في الشبكات العصبية المحرّكة الحشوية، التي تتكون من القشرة أمام الجبهية الأنسية، وقشرة التلفيف الحزامي الأمامية، والقشرة الحجاجية الجبهية، والحصين، واللوزة، والوطاء، والجسم المخطط، والمهاد.
واقترح نموذج تشريحي عصبي وظيفي صدر عن مجموعة عمل بقيادة الباحث ستيفن إم. ستراكوفسكي بأن الاضطراب ثنائي القطب يتميز بانخفاض في التوصيلية، ناتج عن اضطراب القدرة على تشذيب أو تطوير الشبكة العصبية الموجودة بين مناطق القشرة أمام الجبهية، والجسم المخطط، والنواة الشاحبة، والمهاد، والجهاز الحوفي، مما يؤدي إلى استجابة عاطفية غير منتظمة، ودعم هذا النموذج وجود العديد من النتائج التصويرية العصبية التي تبرهن وجود عدم انتظام في بنى الجهاز الحوفي.

### الكيمياء العصبية

#### مطيافية الرنين المغناطيسي
لوحظ عند كل المرضى على مستوى العالم ارتفاع في تراكيز الغلوتامين والغلوتامات عند المرضى بغض النظر عن الدواء المأخوذ، وذكرت إحدى الدراسات التي أجريت باستخدام مطيافية الرنين المغناطيسي ارتفاع مستويات الكولين في النوى القاعدية داخل الدماغ، وانخفاض تركيز حمض ن-أستيل أسبارتيك في القشرة أمام الجبهية الظهرية الجانبية، والحصين.

#### أحاديات الأمين
اقترحت العديد من الفرضيات دور أحاديات الأمين في حدوث المرض، إذ يُقترح وجود خلل عام في أحاديات الأمين يقف وراء الإصابة، وبحسب فرضية التوازن الكولينرجي الأدرينالي، فزيادة النشاط الكولينرجي بالمقارنة مع النشاط الأدرينالي هي أساس الاكتئاب، بينما العكس هو السبب وراء الهوس.

#### المحور الوطائي النخامي الكظري
يرتبط الاضطراب ثنائي القطب مع ارتفاع المستويات القاعدية للديكساميتازون، والكورتيزول، والهرمون الموجه لقشر الكظر، وتتضح هذه الاضطرابات بشكل أساسي في الهوس، وتُعكس بعد استخدام مضادات الذهان، وقد تحثّ الستيروئيدات القشرية على حدوث هوس، داعمة بذلك دور المحور الوطائي النخامي الكظري في النوبات العاطفية.

#### الإشارات داخل الخلوية
لوحظت زيادة في مستويات البروتينات جي إلفا إس فقط من بين عائلة البروتينات جي في كل من القشرة الجبهية، والصدغية، والقفوية، ولوحظ ارتفاع في ارتباط مستقبلات السيروتونين بالبروتينات جي، وارتفعت مستويات بروتينات جي ألفا إل وجي ألفا آي داخل الكريات البيض والصفيحات الدموية عند مرضى الاضطراب ثنائي القطب، ولوحظ أيضًا زيادة في مستويات الأدينيل سيكلاز، والبروتين كيناز أ، والأدينوزين أحادي الفوسفات الحلقي.
قد يكون للاستجابة المفرطة لمستقبلات حمض الأراكيدونيك الناتجة عن تحفيز مستقبلات الدوبامين د2 و ن-ميثيل-د-أسبارتات دور في حالة الهوس عند مرضى الاضطراب ثنائي القطب، والدليل على ذلك بشكل أساسي هو دليل دوائي معتمد على الملاحظة بأن الأدوية الفعالة في علاج هذا الاضطراب قللت من حمض الأراكيدونيك، في حين الأدوية التي تفاقم من الاضطراب ثنائي القطب تفعل العكس.

### الإمراضية المُتقدّرية
اقترح بعض الباحثين أن الاضطراب ثنائي القطب مرض متقدري، إذ تُظهر بعض أمراض شلول العين الخارجية المترقية زيادة في معدلات الإصابة بالاضطراب ثنائي القطب قبل بدء ظهور المرض العيني عليهم، وما يدعم هذه الفرضية بشكل أكبر هو ارتفاع معدل أنماط الوراثة الأمومية عند المرضى.
أُبلغ عن وجود نقص في معدل تنظيم الجينات التي ترمز الوحدات الفرعية للمتقدرات، وعن تراكيز منخفضة من الفوسفوكرياتين، وانخفاض درجة حموضة الأوساط الدماغية، وارتفاع تركيز اللاكتات.
قد يكون سبب الخلل المتقدري ارتفاع مستويات حمض التيوباربيتوريك الارتكاسي الناتج عن أكسدة الدهون، التي تُضعَف عن طريق العلاج بالليثيوم.

### الإمراضية العصبية
أُبلغ عن العديد من الشذوذات التي تصيب الخلايا العصبية المنتجة للناقل العصبي غابا (حمض غاما أمينوبوتيريك) عند مرضى الاضطراب ثنائي القطب، إذ يُظهر هؤلاء المرضى انخفاضًا في التعبير عن الجين GAD67 في المناطق الفرعية سي إيه 2 وسي إيه 3 التابعة للحصين في الدماغ، كما أُبلغ عن تعبير شاذ لمستقبلات الكينيت على الخلايا المنتجة لحمض غاما أمينوبوتيريك.
تنسجم ملاحظة زيادة الغلوتامات في القشرة أمام الجبهية مع انخفاض عدد الخلايا الدبقية، وحجم قشرة الفص الجبهي، إذ تلعب الخلايا الدبقية دورًا هامًا في استتباب الغلوتامات، ولوحظ وجود ضمور وفقد في الخلايا الدبقية قليلة التغصنات في قشرة الفص الجبهي الأنسية.

### الإمراضية المناعية
لوحظ ارتفاع في مستويات الإنترلوكين 6 والبروتين الارتكاسي سي، وعامل النخر الورمي ألفا عند مرضى الاضطراب ثنائي القطب، ويمكن أن يخفّض العلاج من مستويات الإنترلوكين 6 والبروتين الارتكاسي سي، لكنه لم يؤثر على عامل النخر الورمي ألفا، كما لوحظ ارتفاع في مستويات الإنترلوكين 6 أثناء نوبات الاضطراب المزاجي.